# Makrian
Macrian ou Makrian (latin: Macrianus) était roi de la tribu germanique des Bucinobantes à la fin du IVe siècle.
Il tenta de fédérer toutes les tribus germaniques et alémaniques du nord contre Rome.
Selon Ammien Marcellin, en 359 Julien prit Mogontiacum et conclut des traités de paix avec les plusieurs rois alamans dont Macrian.
Cependant, l’empereur Valentinien Ier, en l’an 370, envahit l’Alémanie et déposa Macrian, qu’il appela turbarum rex artifex («roi agitateur»). À sa place fut installé Fraomar, mais les Bucinobantes ne l’acceptèrent pas et Macrian fut restauré. En 371, Valentinien fut forcé d’accepter de s'allier à Macrian ; les Bucinobantes devinrent vassaux de Rome et alliés loyaux dans la guerre contre les Francs.
Macrian fut tué en campagne contre les Francs, dans une embuscade tendue par le roi Mallobaud.

## Sources
- Thompson, E. A. Romans and Barbarians: The Decline of the Western Empire. Madison: University of Wisconsin Press, 1982.  (ISBN 0-299-08700-X).
- Geuenich, Dieter. Geschichte der Alemannen. Kohlhammer Verlag: Stuttgart, 2004.  (ISBN 3-17-018227-7).
- Castritius, H. "Macrianus." in Reallexikon der Germanischen Altertumskunde. Vol. 19, pp. 90–92.
- Antoine-Augustin Bruzen de La Martinière, Le Grand dictionnaire géographique et critique par M. Bruzen de la Martinière, géographe de sa Majesté.... 1730 - 878 pages, p. 520